# Sistem de control distribuit

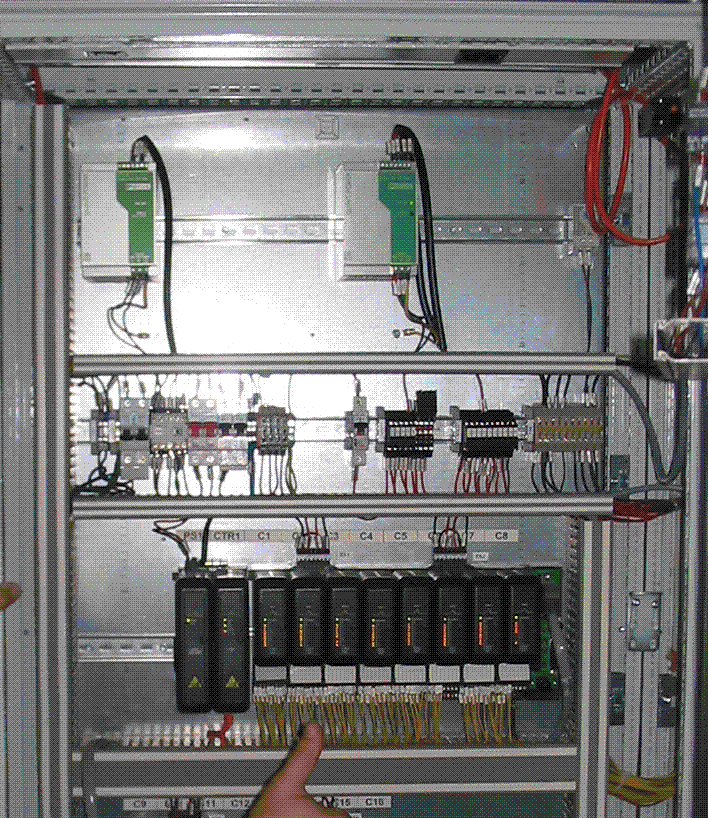
Sistem de control distribuit

Un sistem de control distribuit (SCD) este un sistem de control pentru un proces sau o instalație, în care elementele de control sunt distribuite în întregul sistem. Acest lucru este în contrast cu sistemele non-distribuite, care utilizează un singur controller într-o locație centrală. Într-un SCD, ierarhia controlerelor din sistem se constituie și este realizată fizic prin conectarea în cadrul unor rețele de comunicații pentru comandă și monitorizare.
Scenarii exemplu în care ar putea fi folosite SCD-uri includ:
- Instalații chimice
- Petrochimie (petrol) și rafinării
- Control de cazane și sisteme de instalații termice
- Centrale nucleare
- Sisteme de control de mediu
- Sisteme de management a apei
- Instalații industriale metalurgice
- Instalații de fabricație farmaceutică
- Instalații de rafinare a zahărului
- Cargouri de mărfuri uscate și nave de transport petrol în vrac.